# Parnauite
La parnauite è un minerale.